# Giải Erasmus
Giải thưởng Erasmus là một giải thưởng thường niên được trao bởi hội đồng quản trị của quỹ Praemium Erasmianum cho các cá nhân hoặc tổ chức có đóng góp đặc biệt cho nền văn hóa, xã hội, hoặc khoa học xã hội ở châu Âu và trên khắp thế giới. Đây là một trong những công nhận ở châu Âu đặc biệt nhất. Giải thưởng được đặt theo tên của Desiderius Erasmus, nhà nhân văn Phục hưng Hà Lan.

## Người đoạt giải
| Photo | Năm  | Winner | Notes | References              |
| --- | ---- | --- | --- | ----------------------- |
| | 1958 | The People of Austria | Cultural heritage. Awarded at the University of Milan. Prize funds were granted to Austrians studying in Europe; foreign students studying in Austria; and excavations at Ephesus. | [ 3 ] [ 4 ]             |
| | 1959 | Robert Schuman | | [ 3 ]                   |
| | 1959 | Karl Jaspers | | [ 3 ]                   |
| | 1960 | Marc Chagall | | [ 3 ]                   |
| | 1960 | Oskar Kokoschka | | [ 3 ]                   |
| | 1962 | Romano Guardini | | [ 3 ]                   |
| | 1963 | Martin Buber | | [ 3 ]                   |
| | 1964 | Union Académique Internationale | | [ 3 ]                   |
| | 1965 | Charles Chaplin, Ingmar Bergman | | [ 3 ]                   |
| | 1966 | Herbert Read, René Huyghe | | [ 3 ]                   |
| | 1967 | Jan Tinbergen | | [ 3 ]                   |
| | 1968 | Henry Moore | | [ 3 ]                   |
| | 1969 | Gabriel Marcel, Carl Friedrich von Weizsäcker | | [ 3 ]                   |
| | 1970 | Hans Scharoun | | [ 3 ]                   |
| | 1971 | Olivier Messiaen | | [ 3 ]                   |
| | 1972 | Jean Piaget | | [ 3 ]                   |
| | 1973 | Claude Lévi-Strauss | | [ 3 ]                   |
| Tập tin:Prins Bernhard reikt Erasmusprijs uit aan Ninette de Valois in aanwezigheid van Hare Majesteit en Prinses Beatrix; Prins Bernhard en Ninette de.jpg Tập tin:Prins Bernhard reikt Erasmusprijs uit aan Ninette de Valois in aanwezigheid van Hare Majesteit en Prinses Beatrix; v.l.n.r. HM, Bernhard en De Valois.jpg | 1974 | Ninette de Valois, Maurice Béjart | | [ 3 ]                   |
| | 1975 | Ernst Gombrich, Willem Sandberg | | [ 3 ]                   |
| | 1976 | Amnesty International, René David | | [ 3 ]                   |
| | 1977 | Werner Kaegi, Jean Monnet | | [ 3 ]                   |
| | 1978 | Puppet Theatre/Theme puppetry: - La Marionettistica of the Napoli brothers - Ţăndărică of Margareta Niculescu - Théatre du Papier of Yves Joly - Bread and Puppet of Peter Schumann | | [ 3 ] [ cần dẫn nguồn ] |
| | 1979 | Die Zeit, Neue Zürcher Zeitung | | [ 3 ]                   |
| | 1980 | Nikolaus Harnoncourt, Gustav Leonhardt | | [ 3 ]                   |
| | 1981 | Jean Prouvé | | [ 3 ]                   |
| | 1982 | Edward Schillebeeckx | | [ 3 ]                   |
| | 1983 | Raymond Aron, Isaiah Berlin, Leszek Kołakowski, Marguerite Yourcenar | | [ 3 ]                   |
| | 1984 | Massimo Pallottino | | [ 3 ]                   |
| | 1985 | Paul Delouvrier | | [ 3 ]                   |
| | 1986 | Václav Havel | | [ 3 ]                   |
| | 1987 | Alexander King | | [ 3 ]                   |
| | 1988 | Jacques Ledoux | | [ 3 ]                   |
| | 1989 | International Commission of Jurists | | [ 3 ]                   |
| | 1990 | Sir Grahame Clark | | [ 3 ]                   |
| | 1991 | Bernard Haitink | | [ 3 ]                   |
| | 1992 | General Archive of the Indies | | [ 3 ]                   |
| | 1992 | Simon Wiesenthal | | [ 3 ]                   |
| | 1993 | Peter Stein | | [ 3 ]                   |
| | 1994 | Sigmar Polke | | [ 3 ]                   |
| | 1995 | Renzo Piano | | [ 3 ]                   |
| | 1996 | William Hardy McNeill | | [ 3 ]                   |
| | 1997 | Jacques Delors | | [ 3 ]                   |
| | 1998 | Mauricio Kagel, Peter Sellars | | [ 3 ]                   |
| | 1999 | Mary Robinson | | [ 3 ]                   |
| | 2000 | Hans van Manen | | [ 3 ]                   |
| | 2001 | Claudio Magris, Adam Michnik | | [ 3 ]                   |
| | 2002 | Bernd and Hilla Becher | | [ 3 ]                   |
| | 2003 | Alan Davidson | | [ 3 ]                   |
| | 2004 | Abdolkarim Soroush, Sadik Al-Azm và Fatema Mernissi | | [ 3 ]                   |
| | 2005 | Simon Schaffer và Steven Shapin | | [ 3 ]                   |
| | 2006 | Pierre Bernard | | [ 3 ]                   |
| | 2007 | Péter Forgács | | [ 3 ]                   |
| | 2008 | Ian Buruma | | [ 3 ]                   |
| | 2009 | Antonio Cassese, Benjamin B. Ferencz | | [ 3 ]                   |
| | 2010 | José Antonio Abreu | | [ 3 ]                   |
| | 2011 | Joan Busquets | | [ 3 ]                   |
| | 2012 | Daniel Dennett | | [ 3 ]                   |
| | 2013 | Jürgen Habermas | | [ 3 ]                   |
| | 2014 | Frie Leysen | Theme of "Theatre, audience and society" | [ 3 ] [ 5 ]             |
| | 2015 | Cộng đồng Wikipedia | For "[promoting] the dissemination of knowledge through a comprehensive and universally accessible encyclopaedia. To achieve that, the initiators of Wikipedia have designed a new and effective democratic platform. The prize specifically recognises Wikipedia as a community — a shared project that involves tens of thousands of volunteers around the world." | [ 1 ] [ 2 ]             |
| | 2016 | A. S. Byatt | For inspiring contribution to ‘life writing’ | [ 6 ] [ 7 ]             |